# Pyroderces klimeschi
Pyroderces klimeschi is een vlinder uit de familie prachtmotten (Cosmopterigidae). De wetenschappelijke naam is voor het eerst geldig gepubliceerd in 1938 door Rebel.
De soort komt voor in Europa.